# Last Child
"Last Child" é uma canção gravada pela banda estadunidense Aerosmith. Foi composta por Steven Tyler e Brad Whitford e lançada como o primeiro single do álbum Rocks, de 1976. Alcançou a posição 21 na Billboard Hot 100, um dos vários sucessos seguidos da banda em meados da década de 1970.

## Estrutura
A música é uma das contribuições mais conhecidas de Brad Whitford para a banda. "Brad escreveu: 'Leve-me de volta para a doce Tallahassee, lar doce lar...'", relembrou Tyler. "O que quer que ele tenha colocado em 'Last Child', esse é o seu momento. Ele pode levar isso, e é dele, para sempre".

## Recepção
A revista Cash Box disse que "está no ritmo certo: uma melodia de rock direta com um arranjo elegante e orientado ao ritmo".

## Posição nas paradas musicais
| Parada (1976)                      | Melhor posição |
| ---------------------------------- | -------------- |
| Canadá (RPM Top Singles)           | 26             |
| Estados Unidos (Billboard Hot 100) | 21             |